# Koreanische Lederrüstung
Eine Koreanische Lederrüstung (kor. Gajuk gap-ot, oder Pi-gap) ist eine Schutzwaffe aus Korea.

## Beschreibung
Eine Koreanische Lederrüstung besteht aus Stoffen und Leder. Auf ein fast fußlanges Untergewand aus Stoff werden quadratische oder rechteckige Platten aus Leder aufgenäht, oder mit dem Stoffuntergewand vernietet. Die Platten bedecken den Halsbereich, die Schultern, Brust und Rücken. Sie reichen etwa bis zu den Oberschenkeln. Der zu der Rüstung gehörende Helm besteht ebenfalls aus Leder und ist mit Metallteilen zur Verstärkung beschlagen. Ein von der Unterseite des Helmes herabhängender Halsschutz besteht aus kleinen Lederpättchen, die untereinander verbunden sind. Das Leder, das für diese Rüstung verwendet wurde, ist eigentlich zu weich, um als Rüstung zu dienen, daher wurde es gehärtet. Dies geschieht, indem man es in Wasser kocht, dadurch wird es sehr hart und widerstandsfähig.
Diese Art von Rüstung wurde – vor allem während des Imjin-Krieges – ausschließlich von hohen Offizieren getragen; normale Soldaten hatten für gewöhnlich keinen Zugang zu irgendeiner Art von Schutzkleidung.